# Clidemia gracilis
Clidemia gracilis är en tvåhjärtbladig växtart som beskrevs av Henri François Pittier. Clidemia gracilis ingår i släktet Clidemia och familjen Melastomataceae.
Artens utbredningsområde är Panamá. Inga underarter finns listade i Catalogue of Life.